# Schistocerca obscura
Schistocerca obscura es una especie de saltamontes perteneciente a la familia Acrididae. Esta especie se encuentra en los Estados Unidos, desde la zona sur de Maryland hasta Florida y la zona oeste de Arizona.

## Galería

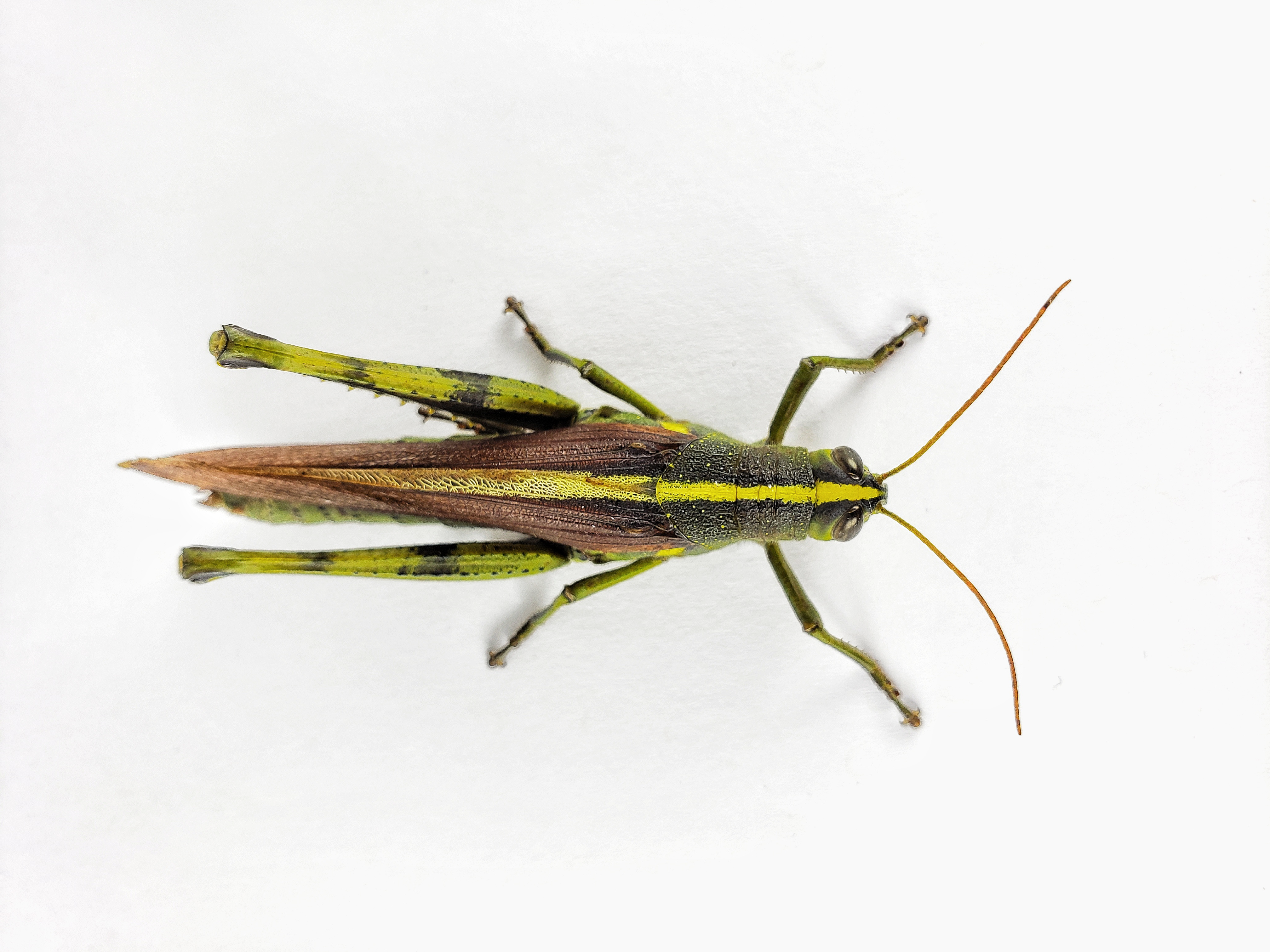
Schistocerca obscura
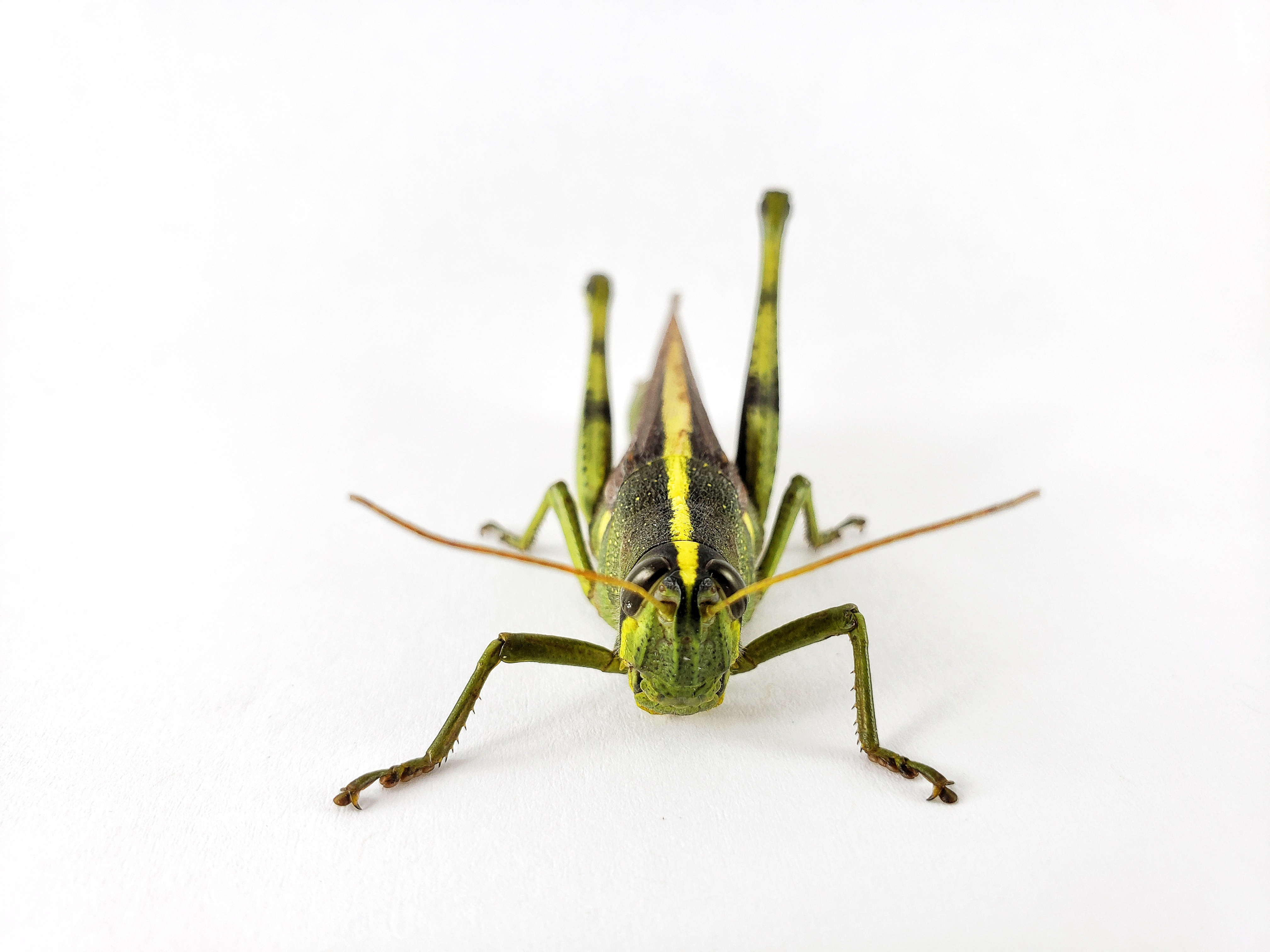
Schistocerca obscura, vista frontal
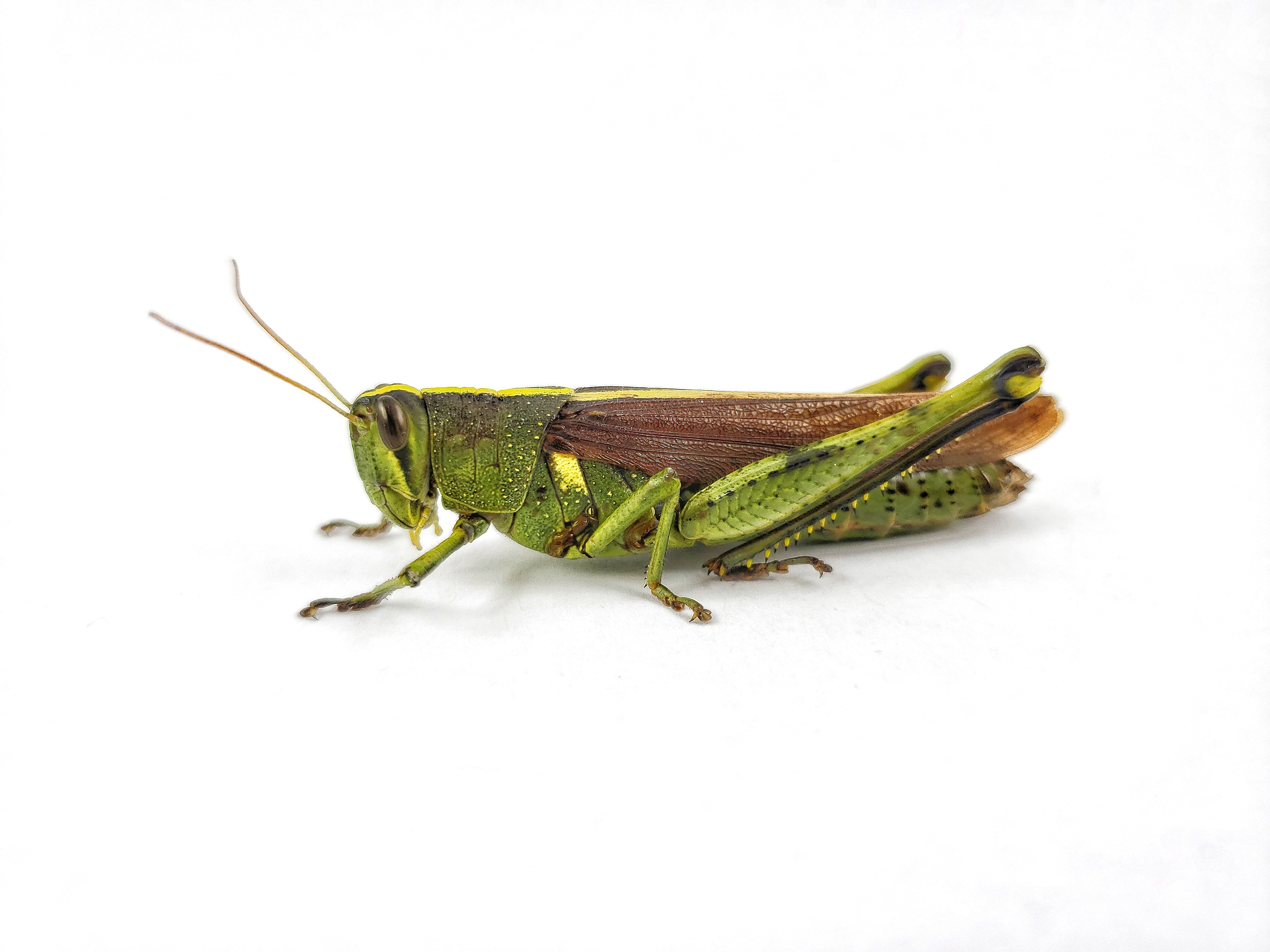
Schistocerca obscura, vista lateral